# Karel Jaromír Erben
Karel Jaromír Erben (pronunție în cehă [ˈkarɛl ˈjaromiːr ˈɛrbɛn]; n. 7 noiembrie 1811 - d. 21 noiembrie 1870) a fost un poet, folclorist și istoric ceh de la mijlocul secolului al XIX-lea, bine cunoscut pentru colecția sa Kytice (Buchet de povești populare), care conține poeme inspirate de teme folclorice și tradiționale. Lirica sa romantică baladescă a fost inspirată din miturile cehe și slovace, istoria națională și obiceiurile populare, cu reminiscențe magico-fantastice.
El a elaborat, de asemenea, colecțiile Písně národní v Čechách (Cântece populare cehe), care conține 500 de cântece, și Prostonárodní české písně a říkadla (Cântece populare și rime cehe), o antologie de folclor ceh în cinci părți care reunește o mare parte a folclorului ceh.

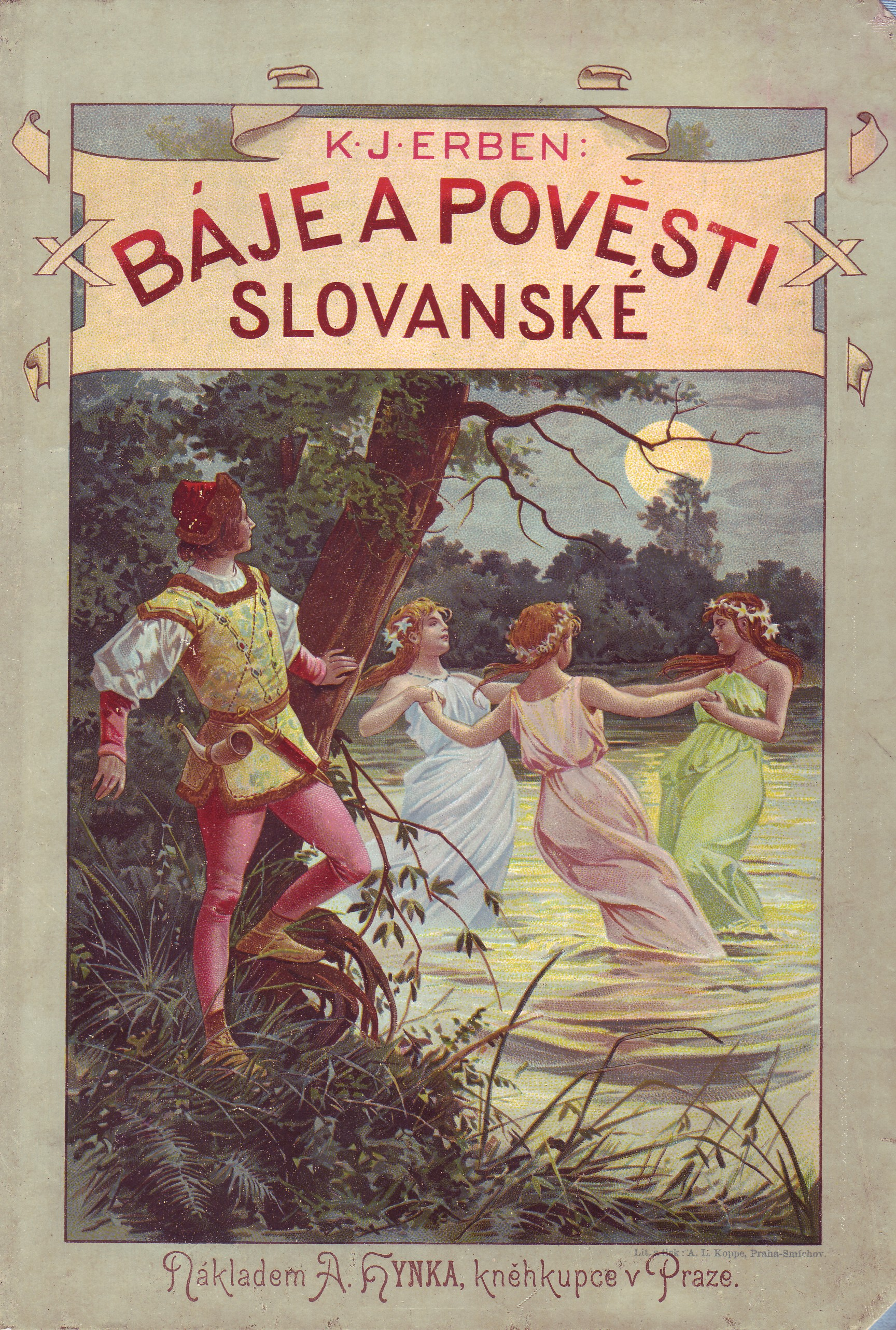
Báje a pověsti slovanské (Povești și legende slave), ediție publicată în 1902. Coperta a fost ilustrată de Věnceslav Černý.

## Biografie
S-a născut pe 7 noiembrie 1811 în localitatea Miletín din apropiere de Jičín. A urmat cursurile colegiului din Hradec Králové. Apoi, în 1831, a mers la Praga, unde a studiat filosofia și mai târziu dreptul. El a început să lucreze la Muzeul Național (Národní muzeum) cu František Palacký în 1843. A fost redactor al unui ziar din Praga în 1848. Doi ani mai târziu, în 1850, a devenit secretar al Arhivelor Muzeului Național. A murit la 21 noiembrie 1870 de tuberculoză.

## Scrieri
- Písně národní v Čechách (Cântece populare cehe) (1842–1845); conține 500 de cântece
- Kytice z pověstí národních (Buchet de povești populare) (1853, ediție extinsă 1861) (ediție engleză, 2012)
- Sto prostonárodních pohádek a pověstí slovanských v nářečích původních (O sută de povești populare și legende slave în dialectele originale) (1865)
- Vybrané báje a pověsti národní jiných větví slovanských (Selecție de povești populare și legende din alte țări slave) (1869)
- Prostonárodní české písně a říkadla (Cântece populare și rime cehe) (1864); colecție de folclor ceh în cinci părți
- České pohádky (Povești cehe)